# Grande Prêmio da Grã-Bretanha de 2002
Resultados do Grande Prêmio da Grã-Bretanha de Fórmula 1 (formalmente LV Foster's British Grand Prix) realizado em Silverstone em 7 de julho de 2002. Décima etapa da temporada, foi vencido pelo piloto alemão Michael Schumacher, que subiu ao pódio junto a Rubens Barrichello numa dobradinha da Ferrari, com Juan Pablo Montoya em terceiro pela Williams-BMW.

## Classificação
| Pos.                      | Nº | Piloto                | Equipe           | Tempo    | Diferença |
| ------------------------- | -- | --------------------- | ---------------- | -------- | --------- |
| 1                         | 6  | Juan Pablo Montoya    | Williams-BMW     | 1:18.998 | —         |
| 2                         | 2  | Rubens Barrichello    | Ferrari          | 1:19.032 | + 0.034   |
| 3                         | 1  | Michael Schumacher    | Ferrari          | 1:19.042 | + 0.044   |
| 4                         | 5  | Ralf Schumacher       | Williams-BMW     | 1:19.329 | + 0.331   |
| 5                         | 4  | Kimi Räikkönen        | McLaren-Mercedes | 1:20.133 | + 1.135   |
| 6                         | 3  | David Coulthard       | McLaren-Mercedes | 1:20.315 | + 1.317   |
| 7                         | 14 | Jarno Trulli          | Renault          | 1:20.516 | + 1.518   |
| 8                         | 24 | Mika Salo             | Toyota           | 1:20.995 | + 1.997   |
| 9                         | 11 | Jacques Villeneuve    | BAR-Honda        | 1:21.130 | + 2.132   |
| 10                        | 7  | Nick Heidfeld         | Sauber-Petronas  | 1:21.187 | + 2.189   |
| 11                        | 8  | Felipe Massa          | Sauber-Petronas  | 1:21.191 | + 2.193   |
| 12                        | 15 | Jenson Button         | Renault          | 1:21.247 | + 2.249   |
| 13                        | 12 | Olivier Panis         | BAR-Honda        | 1:21.274 | + 2.276   |
| 14                        | 10 | Takuma Sato           | Jordan-Honda     | 1:21.337 | + 2.339   |
| 15                        | 25 | Allan McNish          | Toyota           | 1:21.382 | + 2.384   |
| 16                        | 20 | Heinz-Harald Frentzen | Arrows-Cosworth  | 1:21.416 | + 2.418   |
| 17                        | 9  | Giancarlo Fisichella  | Jordan-Honda     | 1:21.636 | + 2.638   |
| 18                        | 21 | Enrique Bernoldi      | Arrows-Cosworth  | 1:21.780 | + 2.782   |
| 19                        | 16 | Eddie Irvine          | Jaguar-Cosworth  | 1:21.851 | + 2.853   |
| 20                        | 23 | Mark Webber           | Minardi-Asiatech | 1:22.281 | + 3.283   |
| 21                        | 17 | Pedro de La Rosa      | Jaguar-Cosworth  | 1:23.422 | + 4.424   |
| Limite dos 107%: 1:24.527 |    |                       |                  |          |           |
| DNQ                       | 22 | Alex Yoong            | Minardi-Asiatech | 1:24.785 | + 5.787   |
| Fonte:                    |    |                       |                  |          |           |

## Corrida
| Pos.   | Nº | Piloto                | Construtor       | Voltas | Tempo/Diferença  | Grid | Pontos |
| ------ | -- | --------------------- | ---------------- | ------ | ---------------- | ---- | ------ |
| 1      | 1  | Michael Schumacher    | Ferrari          | 60     | 1:31:45.015      | 3    | 10     |
| 2      | 2  | Rubens Barrichello    | Ferrari          | 60     | + 14.578         | 2    | 6      |
| 3      | 6  | Juan Pablo Montoya    | Williams-BMW     | 60     | + 31.661         | 1    | 4      |
| 4      | 11 | Jacques Villeneuve    | BAR-Honda        | 59     | + 1 volta        | 9    | 3      |
| 5      | 12 | Olivier Panis         | BAR-Honda        | 59     | + 1 volta        | 13   | 2      |
| 6      | 7  | Nick Heidfeld         | Sauber-Petronas  | 59     | + 1 volta        | 10   | 1      |
| 7      | 9  | Giancarlo Fisichella  | Jordan-Honda     | 59     | + 1 volta        | 17   |        |
| 8      | 5  | Ralf Schumacher       | Williams-BMW     | 59     | + 1 volta        | 4    |        |
| 9      | 8  | Felipe Massa          | Sauber-Petronas  | 59     | + 1 volta        | 11   |        |
| 10     | 3  | David Coulthard       | McLaren-Mercedes | 58     | + 2 voltas       | 6    |        |
| 11     | 17 | Pedro de La Rosa      | Jaguar-Cosworth  | 58     | + 2 voltas       | 21   |        |
| 12     | 15 | Jenson Button         | Renault          | 54     | Roda             | 12   |        |
| Ret    | 10 | Takuma Sato           | Jordan-Honda     | 50     | Motor            | 14   |        |
| Ret    | 4  | Kimi Räikkönen        | McLaren-Mercedes | 44     | Motor            | 5    |        |
| Ret    | 14 | Jarno Trulli          | Renault          | 29     | Falha eletrônica | 7    |        |
| Ret    | 21 | Enrique Bernoldi      | Arrows-Cosworth  | 28     | Driveshaft       | 18   |        |
| Ret    | 16 | Eddie Irvine          | Jaguar-Cosworth  | 23     | Spin             | 19   |        |
| Ret    | 20 | Heinz-Harald Frentzen | Arrows-Cosworth  | 20     | Motor            | 16   |        |
| Ret    | 24 | Mika Salo             | Toyota           | 15     | Drivetrain       | 8    |        |
| Ret    | 23 | Mark Webber           | Minardi-Asiatech | 9      | Embreagem        | 20   |        |
| Ret    | 25 | Allan McNish          | Toyota           | 0      | Embreagem        | 15   |        |
| Fonte: |    |                       |                  |        |                  |      |        |

## Tabela do campeonato após a corrida
| Pos.   | Piloto             | Pontos |
| ------ | ------------------ | ------ |
| 1      | Michael Schumacher | 86     |
| 2      | Rubens Barrichello | 32     |
| 3      | Juan Pablo Montoya | 31     |
| 4      | Ralf Schumacher    | 30     |
| 5      | David Coulthard    | 26     |
| Fonte: |                    |        |

| Pos.   | Construtor       | Pontos |
| ------ | ---------------- | ------ |
| 1      | Ferrari          | 118    |
| 2      | Williams-BMW     | 61     |
| 3      | McLaren-Mercedes | 37     |
| 4      | Renault          | 14     |
| 5      | Sauber-Petronas  | 10     |
| Fonte: |                  |        |

- Nota: Somente as primeiras cinco posições estão listadas.